# Michael Messner (sociologo)
Michael Alan Messner (Salinas, 1952) è un sociologo statunitense.
I suoi ambiti di ricerca sono gli studi di genere e la sociologia dello sport.
È a capo del dipartimento di sociologia della University of Southern California. Si è laureato alla Università statale della California - Chico, ed ha conseguito il dottorato alla Università della California, con una tesi su mascolinità e sport (Masculinity and Sports: An Exploration of the Changing Meaning of Male Identity in the Lifecourse of the Athlete).
Negli anni Settanta si è poi occupato di femminismo e delle relative teorie sulla costruzione del genere, che ha applicato alla costruzione del ruolo del genere maschile.